# Zombie Shooter 2
Zombie Shooter 2 là một game bắn súng góc nhìn thứ ba kết hợp với yếu tố nhập vai do Sigma Team phát triển. Zombie Shooter 2 có nhiều điểm tương tự với Alien Shooter 2 về hệ thống vũ khí và nhân vật.Game được phát hành vào năm 2009.

## Cốt truyện
Người chơi vào vai một người lính lạc vào thành phố mà tất cả các cư dân ở đó đều đã bị hóa thành zombie (xác sống).Người chơi có sự hậu thuẫn của quân đội trong việc tiêu diệt các zombie để giải cứu người thân và tiêu diệt tên tiến sĩ tâm thần đã khiến các cư dân trở thành zombie.

## Điểm nổi bật
Zombie Shooter 2 có khá nhiều điểm tương đồng với Alien Shooter 2 về hệ thống vũ khí và nhân vật nhưng khác hẳn về các loại quái vật.Các tính năng nổi bật được hãng phát triển gồm:
- Zombie khá đông, trung bình 100 con ở bất kỳ thời điểm nào trong một màn chơi
- Hệ thống kỹ năng lược bỏ bớt những chi tiết nâng cấp súng
- Hơn 60 loại súng (bao gồm cả súng ngắm)
- Có ba chế độ chơi:chiến dịch (campaign), sống sót theo từng đợt (survival) và thủ bằng trụ súng máy (gun stand)
- Có thêm vài mẫu xe cho người chơi sử dụng